# تمثيل فضاء الحالة
في علم الفيزياء، فضاء الحالة هو مساحة مجردة تمثل فيها المواضع المختلفة وليست مواضعا دقيقة بل هي عبارة عن حالات من نظام مادي ما، الأمر الذي يجعلها من فضاء الطور. وعلى وجه التحديد في ميكانيكا الكم يكون فضاء الحالة هو فضاء هيلبرت المعقد الذي يمكن ان يكون لحظيا فقط وأما بالنسبة إلى حالات النظام فيمكن وصفها بواسطة نواقل الوحدة. ويمكن في كثير من الاحيان التعامل مع متجهات الحالة هذه عن طريق استخدام تدوين برا-كيت لديراك مثل متجهات احداثيات والعمل عليها من خلال الجبر الخطي. وبمكن أن تحل شكليات ديراك لميكانيكا الكم محل حساب التكاملات المعقدة بعمليات ناقلات أبسط.